# Episodi di Angel (prima stagione)
La prima stagione della serie televisiva Angel è stata trasmessa dal canale The WB. Essendo lo stesso canale che trasmetteva anche Buffy l'ammazzavampiri compaiono alcuni cross-over fra le due serie.
In Italia è stato presentata nel 2003 sulla rete satellitare Fox e successivamente, nel 2005, in chiaro su Italia 1.
L'antagonista principale della stagione è Lindsey McDonald.
| nº | Titolo originale            | Titolo italiano                | Prima TV USA     | Prima TV Italia   |
| -- | --------------------------- | ------------------------------ | ---------------- | ----------------- |
| 1  | City of...                  | Los Angeles                    | 5 ottobre 1999   | 2 settembre 2003  |
| 2  | Lonely Hearts               | Cuori solitari                 | 12 ottobre 1999  | 2 settembre 2003  |
| 3  | In the Dark                 | L'anello di Amarra             | 19 ottobre 1999  | 9 settembre 2003  |
| 4  | I Fall to Pieces            | Il chirurgo medianico          | 26 ottobre 1999  | 9 settembre 2003  |
| 5  | Rm w/a Wu                   | Il fantasma di Maude           | 2 novembre 1999  | 16 settembre 2003 |
| 6  | Sense and Sensitivity       | Il controllo dell'aggressività | 9 novembre 1999  | 16 settembre 2003 |
| 7  | Bachelor Party              | Addio al celibato              | 16 novembre 1999 | 23 settembre 2003 |
| 8  | I Will Remember You         | Il ritorno di Buffy            | 23 novembre 1999 | 23 settembre 2003 |
| 9  | Hero                        | Morte di un eroe               | 30 novembre 1999 | 30 settembre 2003 |
| 10 | Parting Gifts               | L'asta diabolica               | 14 dicembre 1999 | 30 settembre 2003 |
| 11 | Somnambulist                | Il pupillo                     | 18 gennaio 2000  | 7 ottobre 2003    |
| 12 | Expecting                   | In attesa                      | 25 gennaio 2000  | 7 ottobre 2003    |
| 13 | She                         | Jhiera                         | 8 febbraio 2000  | 14 ottobre 2003   |
| 14 | I' ve Got You Under My Skin | L'indemoniato                  | 15 febbraio 2000 | 14 ottobre 2003   |
| 15 | The Prodigal                | L'amore non muore              | 22 febbraio 2000 | 21 ottobre 2003   |
| 16 | The Ring                    | Il bracciale misterioso        | 29 febbraio 2000 | 21 ottobre 2003   |
| 17 | Eternity                    | L'eterna giovinezza            | 4 aprile 2000    | 28 ottobre 2003   |
| 18 | Five by Five                | La forza dell'odio             | 25 aprile 2000   | 28 ottobre 2003   |
| 19 | Sanctuary                   | Vendetta                       | 2 maggio 2000    | 4 novembre 2003   |
| 20 | War Zone                    | Zona di guerra                 | 9 maggio 2000    | 4 novembre 2003   |
| 21 | Blind Date                  | Appuntamento al buio           | 16 maggio 2000   | 11 novembre 2003  |
| 22 | To Shanshu in L.A.          | Shanshu a L.A.                 | 23 maggio 2000   | 11 novembre 2003  |

## Los Angeles
- Titolo originale: City of...
- Diretto da: Joss Whedon
- Scritto da: Joss Whedon e David Greenwalt

### Trama
Dopo aver lasciato Sunnydale, Angel si è trasferito a Los Angeles, attualmente vive come un emarginato, dopo aver ucciso dei vampiri salvando due ragazze torna nel proprio appartamento e incontra Allen Francis Doyle, un veggente che lavora per le Forze dell'Essere che desiderano fare di Angel il loro campione e che lotti per il bene. Doyle è un demone, benché la madre sia umana, conosce la storia di Angel, in passato quando era conosciuto come Angelus era ritenuto il vampiro più spietato tra tutti, tanto che era temuto anche dagli altri vampiri, gli zingari lo maledissero dandogli un'anima in modo che provasse rimorso per i suoi numerosi crimini, persino l'amore di Buffy la Cacciatrice non è riuscito a dargli pace.
Doyle fa capire a Angel che non riuscirà a tenere a freno la sua sete di sangue ancora per molto continuando con questo stile di vita, lui deve votare la propria esistenza a uno scopo. Doyle gli chiede di aiutare Tina, lavora come cameriera in un ristorante, si è trasferita a Los Angeles dal Montana sperando di diventare un'attrice ma ha fallito e ora vorrebbe solo tornare a casa, un uomo di nome Russell, molto potente, ha preso di mira Tina e si diverte a tormentarla.
Angel e Tina fanno velocemente amicizia, lei lo invita a una festa in una villa di Hollywood dove il vampiro incontra per caso Cordelia, si è trasferita a Los Angeles per tentare la carriera di attrice. Angel purtroppo non riesce a proteggere Tina da Russell, quest'ultimo si rivela essere un vampiro, e la uccide, inoltre il suo avvocato Lindsey McDonald che lavora per il misterioso studio legale Wolfram & Hart lo aiuta a insabbiare l'omicidio.
Russell, avendo notato Cordelia alla festa, la invita nella propria villa, vuole divertirsi a ucciderla, lei non se la passa molto bene: non riesce a sfondare come attrice, vive in un modesto appartamento e i suoi genitori sono stati incriminati per evasione fiscale. Dato che i vampiri non si riflettono allo specchio, Cordelia intuisce subito che Russell è un vampiro avendo subito notato che nella villa non ci sono specchi, arrivano poi Angel e Doyle che la portano in salvo. Il giorno dopo Angel va nell'ufficio di Russell, interviene Lindsey che gli intima di stare lontano dal suo cliente altrimenti si farà nemico la Wolfram & Hart, ma Angel con assoluta indifferenza getta Russell dalla finestra, quest'ultimo muore bruciato vivo dal sole. Quando Angel va via Lindsey telefona ai propri colleghi informandoli che Angel può rappresentare una minaccia anche se per adesso Lindsey non ritiene necessario coinvolgere i Soci Anziani dello studio.
Angel telefona a Buffy ma non ha il coraggio di parlarle e riattacca. Cordelia lo sorprende proponendogli di aprire un'agenzia di sicurezza privata di cui Angel sarà l'amministratore, lavorerà per lui e Angel la stipendierà, finché non troverà il modo di diventare un'affermata attrice, salvare le persone è il dono di Angel e quindi Cordelia ritiene che ciò possa trasformarsi in un'attività redditizia. Doyle intuisce subito che Cordelia possa avere su Angel un'ottima influenza, lei lo aiuterà a riallacciare il contatto con la gente.
- Altri interpreti: Tracy Middendorf (Tina), Vyto Ruginis (Russell Winters), Christian Kane (Lindsey), Josh Holloway (vampiro).
- Nota: l'edizione italiana dell'episodio è citata anche come Una ragazza da salvare.[1]

## Cuori solitari
- Titolo originale: Lonely Hearts
- Diretto da: David Fury
- Scritto da: James A. Contner

### Trama
Cordelia desidera promuovere la "Angel Investigations" l'agenzia che Angel dirigerà, Doyle è visibilmente attratto da lei, ma non ha il coraggio di confessarle di essere per metà un demone. Doyle ha una visione, c'è un pericolo di natura demoniaca legato a un night club, un locale per single, quindi Angel va lì insieme a Cordelia a Doyle per indagare. Una ragazza di nome Sharon incontra un uomo nel club, lui muore dopo aver fatto sesso con la ragazza.
Angel, nel club, fa amicizia con una donna di nome Kate Lockley, intanto seguendo la pista di Sharon va a cercarla, lei muore dopo aver fatto sesso con un uomo, il quale ora è posseduto da un'essenza demoniaca, attacca Angel dopo avergli spiegato che prende possesso dei corpi degli altri in attesa di trovarne uno giusto che possa ospitarlo permanentemente, il demone attacca Angel e lo sconfigge facilmente. Angel scopre che Kate è una detective, cerca di convincerla ad aiutarlo a interrompere questa scia di morti, senza rivelarle però che è un demone a mietere tutte queste vittime.
Cordelia, nel proprio appartamento, si documenta con Doyle sul demone, vengono raggiunti da Angel il quale spiega a entrambi che questa entità demoniaca è un parassita, passa da un corpo all'altro attraverso lo scambio di fluidi corporei dovuto al rapporto sessuale. Quando il demone possiede un umano gli conferisce una forza eccezionale, tanto che Angel non è capace di ucciderlo, deve capire quale sia il suo punto debole, Cordelia e Doyle quindi cercano informazioni scoprendo che il parassita è un demone Talamour: il suo ospite umano muore quando passa al corpo successivo, proprio come i vampiri è vulnerabile al fuoco.
Angel torna al night club sapendo che il Talamour è ancora lì in cerca di altre prede, infatti ha continuato a passare da un corpo all'altro fino a impossessarsi del barista del locale. Il Talamour scappa ma Angel lo insegue fino a un vicolo dove dei senzatetto si scaldano con del fuoco, Angel ne approfitta e getta il Talamour nel fuoco, il demone inizia a indebolirsi, tuttavia tenta di uccidere Angel e proprio quando era sul punto di farlo in suo aiuto interviene Kate che gli spara uccidendolo.
Kate, ignara che tutto quello che è accaduto è stata opera di un essere demoniaco, crede erroneamente che il barista (ormai deceduto) fosse il colpevole di tutte quelle morti, ritenendo comunque il caso risolto.
- Altri interpreti: Elisabeth Röhm (detective Kate Lockley), Lillian Birdsell (Sharon Richler), Obi Ndefo (barista D'Oblique).

## L'anello di Amarra
- Titolo originale: In the Dark
- Diretto da: Bruce Seth Green
- Scritto da: Doug Petrie

### Trama
Angel salva una ragazza di nome Rachel dal suo violento fidanzato Lenny, ignaro che il suo vecchio rivale Spike sta osservando tutto di nascosto. Cordelia è un po' irritata dato che la Angel Investigations non sta guadagnando, le persone che Angel salva sono insolventi. Ad un tratto arriva Oz che consegna a Angel un anello, non appena Angel e Doyle lo vedono capiscono che la gemma incastonata è la famigerata Gemma di Amarra, spiegano a Corderlia che essa priva un vampiro di ogni debolezza, nemmeno il fuoco e la luce del sole possono ucciderlo, Spike voleva impadronirsene ma Buffy ci teneva che fosse Angel ad avere l'anello.
Spike attacca Angel, vuole reclamare la Gemma di Amarra, tuttavia Angel lo sconfigge facilmente e lo mette in fuga. Angel nasconde l'anello nelle fogne sotto il proprio appartamento. Cordelia rivela a Doyle che Spike è un vampiro estremamente pericoloso, persino Buffy ha sempre avuto difficoltà ad affrontarlo, uccise anche due Cacciatrici. Spike aggredisce una ragazza, Angel riesce a salvarla ma cade in trappola, Spike infatti non è solo, ha un complice di nome Marcus, un vampiro che cattura Angel.
Essendo Marcus un esperto in torture, egli si diverte a farlo soffrire, Spike va da Cordelia e Doyle giungendo con loro a un accordo: dovranno dargli la Gemma di Amarra e in cambio riavranno indietro Angel, purtroppo accettano dato che Spike è troppo forte e non possono batterlo. Doyle, con i suoi poteri di demone, trova l'anello che Angel aveva nascosto, si presentano nel luogo dove avverrà lo scambio, ma arriva Oz che con il suo furgone porta in salvo Angel, aiutato da Doyle e Cordelia, ma nella confusione Marcus ruba l'anello.
Al molo Marcus vede dei bambini, decide di prenderli di mira, ma seppur in pieno giorno, Angel con il furgone di Oz raggiunge Marcus e prima che i raggi del sole lo brucino fa in tempo a gettarsi con Marcus sotto al pontile che facendo ombra impedisce a Angel di prendere fuoco. Angel toglie l'anello dal dito di Marcus e lo uccide facilmente. Angel indossa l'anello e dopo tanto tempo cammina sotto la luce del sole, un'esperienza per lui bellissima. Durante il tramonto confessa a Doyle che, quando era un vampiro malvagio, ha commesso atrocità che Doyle non potrebbe nemmeno immaginare, adesso non può accettare la Gemma di Amarra perché sente di non poterla ancora meritare, deve fare ancora molta strada prima di redimersi, quindi distrugge la Gemma di Amarra colpendola violentemente con un sasso.
- Guest star: James Marsters (Spike), Seth Green (Oz).
- Altri interpreti: Kevin West (Marcus), Malia Mathis (Rachel).

## Il chirurgo medianico
- Titolo originale: I Fall to Pieces
- Diretto da: Vern Gillum
- Scritto da: David Greenwalt

### Trama
Cordelia cerca di convincere Angel ad accettare del denaro da coloro che aiuta, ma lui si sente in imbarazzo a chiedere dei soldi in cambio dell'aiuto che elargisce. Doyle fa notare a Angel che pretendere del denaro in cambio dei loro servizi è un comportamento eticamente corretto, se le persone che aiuta lo pagano si sentiranno meno in debito con lui. Doyle ha una visione, si tratta di una donna di nome Melissa Burns che ha bisogno di essere aiutata, Angel va da lei spiegandole che è disposto a darle una mano se le serve.
Melissa è perseguitata da un uomo, il chirurgo Ronald Meltzer, l'aveva operata a un occhio, da allora si è infatuato di lei, la spia, ha manomesso il codice del suo bancomat e le fa dei regali non graditi, lui nella propria follia la vede come una fidanzata e progetta di sposarla. Angel chiede a Kate di fare qualche ricerca su Ronald, la detective scopre che a suo carico ci fu un'accusa per stalking, ma i suoi avvocati che lavorano per la Wolfram & Hart fecero cadere le accuse. Un poliziotto di pattuglia vede Ronald spiare Melissa a casa sua, a quel punto il chirurgo, dando prova di avere il potere di staccare le parti del proprio corpo, fa in modo che le sue mani si separino dalle sue braccia e le usa per strangolare l'agente di polizia uccidendolo.
Angel entra nell'ufficio di Ronald e trova un libro di Vinpur Natpudan, un ex celebre guida spirituale, Angel gli chiede un appuntamento per discutere di Ronald. Natpudan spiega al vampiro che la propria dottrina si basa sulla convinzione che, usando il pieno potenziale del proprio cervello, è possibile avere un controllo del corpo umano assoluto a livello cellulare, tuttavia le sue convinzioni si basavano su argomentazioni teoriche, ma quando Ronald divenne un suo discepolo, grazie alla sua mente geniale, trovò il modo di concretizzare gli insegnamento di Natpudan acquisendo così dei poteri eccezionali.
Angel ospita Melissa nel proprio appartamento, mentre lui va nello studio di Ronald che però inietta a Angel un siero che lo ucciderà fermando il suo battito cardiaco. Ronald va a casa di Angel per rapire Melissa, tuttavia sopraggiunge Angel che lo mette al tappeto, essendo un vampiro il siero contro di lui non ha avuto effetti mortali. Angel fa a pezzi il corpo di Ronald chiudendolo di in dodici diverse scatole seppellendole nel cemento.
Melissa ringrazia Angel per l'aiuto che le ha dato, a quel punto il vampiro, con un certo disagio, le chiede un compenso per i suoi servizi, tuttavia non è necessario dato che Melissa aveva già con sé un assegno firmato, Cordelia è contenta perché finalmente la Angel Investigations ha ottenuto un guadagno, Melissa è consapevole che Angel non ha agito a scopo di lucro ma ciò non toglie che quel denaro lo merita per ciò che ha fatto.
- Altri interpreti: Elisabeth Röhm (detective Kate Lockley), Tushka Bergen (Melissa Burns), Andy Umberger (dottor Ronald Meltzer), Carlos Carrasco (dottor Vinpur Natpudan).

## Il fantasma di Maude
- Titolo originale: Room w/a Wu
- Diretto da: Scott McGinnis
- Scritto da: Jane Espenson

### Trama
Cordelia, stanca di vivere nel suo orribile appartamento, decide di andarsene, si trasferisce da Angel che però non sopporta la sua presenza. Intanto Doyle è nei guai, un demone di nome Griff vuole da lui dei soldi per conto dell'usuraio che lo ha ingaggiato. Angel decide di trovare un accordo con Doyle, lo aiuterà a sistemare le cose con Griff e in cambio il veggente deve trovare un casa per Cordelia.
Angel affronta Griff avendo la meglio contro di lui, lo convince a dare a Doyle un po' di tregua con la promessa che l'amico ripagherà il debito. Doyle trova un bellissimo appartamento per Cordelia, l'ultimo inquilino ha traslocato recentemente. Cordelia scopre però che la casa è infestata da un poltergeist, c'è un fantasma. Cordelia si rifiuta di lasciare la sua nuova casa, desidera esorcizzare il fantasma, Doyle fa una ricerca e scopre che nel 1964 la prima proprietaria del palazzo, Maude Pearson, morì di infarto proprio nell'appartamento dove ora abita Cordelia.
Angel chiede a Kate il verbale sulla morte di Maude scoprendo che il detective che si occupò del caso sospettasse che ci furono delle strane circostanze nel decesso, anche perché Dennis, il figlio di Maude, dopo la morte della madre sparì senza lasciare tracce, ebbero un litigio tanto che si sospettò che in realtà era stato Dennis a uccidere sua madre per poi fuggire. Angel intuisce che il poltergeist è dovuto a un delitto irrisolto.
Angel, Doyle e Cordelia, nell'appartamento, tentano un esorcismo, arriva poi Griff insieme a due scagnozzi, vogliono i soldi da Doyle, ma a quel punto Maude scatena la sua collera, uccide uno dei tirapiedi di Griff mentre il secondo scappa via. Angel uccide Griff mentre Cordelia, impossessata da una strana essenza, sfonda un muro della casa e dentro trovano lo scheletro di Dennis: Maude non voleva che il figlio la lasciasse per stare con la sua fidanzata, quindi senza alcuna pietà lo murò vivo, lui è morto e poi Maude ebbe l'infarto che la uccise. Lo spirito di Dennis distrugge il fantasma della madre che infestava la casa, finalmente Cordelia può godersi il suo nuovo appartamento accettando di dividerlo con lo spettro di Dennis, come se fossero coinquilini.
- Altri interpreti: Elisabeth Röhm (Kate Lockley), Beth Grant (Maude Pearson).

## Il controllo dell'aggressività
- Titolo originale: Sense and Sensitivity
- Diretto da: James A. Contner
- Scritto da: Tim Minear

### Trama
Kate deve incriminare Tony Papazian, esponente della malavita organizzata, è accusato di aver ucciso un assessore comunale, Kate paga Angel affidandogli l'incarico di catturarlo dato che attualmente è un latitante. Angel trova Papazian al porto, lo cattura consegnandolo a Kate. Papazian si rivolge a Lee Mercer, avvocato della Wolfram & Hart, intanto il dipartimento di polizia costringe Kate e altri poliziotti a partecipare a un corso per il controllo della rabbia supervisionato da Allen Lloyd, il quale usa uno strumento chiamato "Bastone della Verita".
Kate invita Angel alla festa di pensionamento del padre, Trevor, il quale lascia la polizia dopo anni di carriera. Durante l'evento Kate, non controllando le proprie emozioni, rinfaccia a Trevor il suo fallimento come padre, non è stato capace di amarla dopo la morte della moglie, ad un tratto anche gli altri poliziotti iniziano a deprimersi, non riescono a contenere la loro emotività. Angel intuisce che è stata opera di Lloyd (è stato Mercer ad assumerlo) a quel punto Angel va da Lloyd e con le maniere forti lo costringe a confessargli quello che ha fatto: il Bastone della Verità funziona come un talismano, è quello che costringe le persone a manifestare la loro vulnerabilità emotiva.
Anche Angel diventa vittima del Bastone della Verità, infatti ora è empatico e gentile, tuttavia insieme a Cordelia e Doyle va alla stazione di polizia, infatti ora che gli agenti del dipartimento sono in preda alle loro depressioni, Papazian e i suoi scagnozzi, che erano in cella di detenzione, riescono a evadere, Papazian vuole vendicarsi di Kate uccidendola, tuttavia Angel, Doyle e Kate mettono fuori combattimenti il boss e i suoi uomini. L'incantesimo svanisce ma il rapporto tra Kate e suo padre non migliora, anche dopo aver visto quanto sua figlia ha sofferto per colpa sua non vuole avere con lei un rapporto continuando a trattarla con distacco.
Papazian si arrabbia con Mercer dato che egli non vuole più fargli da avvocato, infatti il piano della Wolfram & Hart era quello di farlo evadere ma Papazian ha agito di sua iniziativa tentando di uccidere Kate, adesso non possono difenderlo da un'accusa grave come il tentato omicidio di un agente di polizia, non lo vogliono più come loro cliente, adesso la Wolfram & Hart ha deciso di prendere Angel di mira.
- Altri interpreti: Elisabeth Röhm (Kate Lockley), John Capodice (Little Tony), John Mahon (Trevor Lokley), Ron Marasco (Allen Lloyd).

## Addio al celibato
- Titolo originale: Bachelor Party
- Diretto da: David Straiton
- Scritto da: Tracey Stren

### Trama
Cordelia esce con un affascinante e benestante commercialista, tuttavia si annoia con lui, intanto Doyle ha una visione, un ragazzo è in pericolo, tenuto prigioniero in un covo di vampiri, quindi Doyle e Angel vanno nel covo e uccidono i vampiri salvando il ragazzo. Un vampiro, l'unico del covo che è sopravvissuto, attacca Cordelia (reduce dal suo appuntamento) ma viene salvata da Doyle che lo uccide.
Cordelia sta rivalutando Doyle positivamente dopo averlo visto affrontare quel vampiro per proteggerla, a quanto pare sta iniziando a ricambiare la sua attrazione, ma poi alla Angel Investigations arriva Harry, è la moglie di Doyle, sono separati da quattro anni. Sta per sposare Richard, è un demone Ano-Movic da tempo una razza pacifica che si è integrata nella comunità umana. Harry vuole che Doyle le firmi i moduli del divorzio. La madre di Doyle si era astenuta per tanto tempo dal rivelargli che il padre di Doyle era un demone, ma all'età di 21 anni quando Doyle e Harry erano già sposati, la metà demoniaca di Doyle emerse, scoprì così che era per meta un essere demoniaco. Harry tentò di aiutarlo a familiarizzare con i demoni, ma Doyle disprezzava troppo il proprio lato demoniaco al punto che ciò rovinò anche il loro matrimonio.
Doyle accetta di firmare i moduli del divorzio, Richard e i suoi famigliari invitano Doyle e Angel all'addio al celibato, dove Richard chiede formalmente a Doyle il permesso di sposare Harry. Una vota che Doyle accorda il permesso scopre che la sua vita è in pericolo, infatti le tradizioni dei Ano-Movic impongono che, qualora la futura moglie avesse già alle spalle un altro matrimonio, è possibile sposarla solo mangiando il cervello del precedente marito. Angel combatte contro i demoni Ano-Movic per proteggere l'amico ma intervengono Cordelia e Harry che fermano tutto quanto, hanno scoperto dalle parenti di Richard (durante l'addio al nubilato) ciò che avevano in mente.
Harry non può giustificare una cosa del genere anche perché motivata da una tradizione fin troppo vecchia e irragionevole, tra l'altro Richard una volta ucciso Doyle avrebbe tenuto tutto nascosto a Harry. Tuttavia Richard non intende scendere a compromessi, non sposerà Harry violando le regole del proprio retaggio, a quel punto Harry gli restituisce l'anello di fidanzamento e lo lascia, e quindi Doyle adesso è salvo.
Dopo quello che è accaduto Harry e Doyle non torneranno comunque insieme, i due prendono strade diverse, è evidente che Doyle soffre per averla persa, è ancora innamorato di lei nonostante tutto. Ad un tratto Doyle ha una visione, Buffy ha bisogno dell'aiuto di Angel.
- Altri interpreti: Kristin Dattilo (Harry), Rib Hillis (Pierce), Carlos Jacott (Richard Howard Straley).
- Nota: Alla fine dell'episodio Doyle ha una visione di Buffy in pericolo che prepara il crossover con l'episodio della serie Buffy l'ammazzavampiri intitolato Crampi, in cui Angel torna a Sunnydale.

## Il ritorno di Buffy
- Titolo originale: I Will Remember You
- Diretto da: David Grossman
- Scritto da: David Greenwalt e Jeannine Renshaw

### Trama
Angel è appena tornato da Sunnydale, ha preferito aiutare Buffy senza rivelare la propria presenza, sennonché Buffy venuta a sapere dell'aiuto che le ha dato, giunge a Los Angeles per stare un po' con suo padre, approfittandone per vedere Angel, rimproverandolo avendo trovato di cattivo gusto che lui l'avesse aiutata senza dirle che era a Sunnydale, anche se si amano ancora ormai convengono che fare vite separate è la cosa migliore. Ad un tratto nell'ufficio di Angel fa la sua apparizione un demone, lui e Buffy lo affrontano insieme ma il demone fugge.
Angel dà la caccia al demone nelle fognature seguendo il suo odore, il demone affronta Angel infliggendogli un taglio alla mano, poi Angel lo uccide ferendolo mortalmente, ma il sangue del demone si mischia con quello di Angel che infatti assimila il sangue demoniaco nel proprio corpo tornando umano. Angel è felice come non mai, può finalmente camminare alla luce del sole e può assaporare il cibo, Doyle scopre che il demone era un Mohra, sono combattenti che lavorano per le forze oscure, attaccato i lottatori che combattono per il bene, ecco perché ha sfidato Buffy e Angel, il sangue del Mohra ha poteri rigenerativi, questo spiega la trasformazione di Angel in un umano.
Angel non può fare a meno di domandarsi se è successo per volere delle Forze dell'Essere, e se così fosse trova sospettoso che lo abbiano premiato così velocemente. Doyle porta Angel dagli Oracoli, sono il tramite tra la Terra e le Forze dell'Essere, a quel punto Angel si presenta al loro cospetto, i due Oracoli gli spiegano che la sua trasformazione in un umano è stata semplicemente un imprevisto, la Forze dell'Essere non centrano nulla, comunque non essendo più un vampiro Angel non può più essere il loro campione, è sollevato dal suo incarico e dunque può godere del dolore e dei privilegi dell'essere un umano. Buffy è sorpresa della ritrovata umanità di Angel, ciò però non cambia che non possono stare insieme, infatti lui non intende seguirla a Sunnydale e non troverebbe spazio nella nuova vita di Buffy, tuttavia i due travolti dalla passione fanno l'amore.
Doyle ha una visione e scopre che il Mohra è ancora vivo, spiegando a Angel che possono rigenerare le loro ferite, e quando ciò avviene diventano più forti, il Mohra può essere ucciso solo colpendo il "Mille Occhi" inoltre si nutrono di sale. Angel, memore che vicino alla fogna dove lo aveva affrontato c'è una raffineria di sale, va lì con Doyle ad affrontarlo, anche se adesso è un umano non vuole scomodare Buffy, vuole dimostrare di poterla aiutare anche se non è più un vampiro. Quando Buffy scopre da Cordelia che Angel vuole affrontare il Mohra senza di lei, si mette a litigare con Cordelia che accusa Buffy di egoismo, lei vuole sempre avere tutto: essere una Cacciatrice e avere anche al proprio fianco l'uomo che ama, è per questo che Angel vuole affrontare il demone da solo.
Angel e Doyle stanano il Mohra che però li sconfigge, il demone mette in guardia Angel perché altre minacce dopo di lui metteranno in pericolo il mondo, arriva Buffy che affronta il demone venendo battuta. Angel acceca il Mohra con del sale, poi capisce che il Mille Occhi è la gemma incastonata sulla fronte del demone, quindi Buffy seguendo il suggerimento di Angel, con una mazza ferrata, distrugge la gemma uccidendo il Mohra. Angel torna dagli Oracoli chiedendogli se il Mohra aveva ragione, loro confermano che minacce oscure metteranno la Terra in pericolo e se Buffy dovesse affrontarle da sola morirà. Angel ha capito che deve tornare a essere un vampiro per poter affrontare il male, chiede agli Oracoli di farlo tornare a essere il loro campione, in un primo momento rifiutano considerando Angel un essere inferiore, ma poi capendo che fa tutto ciò per l'amore che prova per Buffy, vedendo la nobiltà dei suoi sentimenti, accettano.
Angel spiega a Buffy gli Oracoli riavvolgeranno indietro il tempo di un giorno, quando saranno trascorse 24 ore dal primo scontro con il Mohra, così Angel riscriverà gli eventi evitando di perdere i propri poteri di vampiro. Buffy non può accettarlo perché se Angel tornerà a essere un vampiro il loro amore non avrà mai un futuro trovando ingiusto che lui abbia deciso in maniera unilaterale, tuttavia Angel le fa capire che è necessario, lei non può affrontare le forze del male da sola. Proprio in quel momento gli Oracoli riavvolgono il tempo, nel momento in cui il Mohra attacca Angel nel suo ufficio, il vampiro lo uccide colpendolo alla gemma, solo Angel ricorda quello che è accaduto in quella giornata ormai cancellata dagli Oracoli, infine Buffy lo saluta ignara di quello che è accaduto.
- Guest star: Sarah Michelle Gellar (Buffy Summers).
- Altri interpreti: Carey Cannon (oracolo femmina), Randall Slavin (oracolo maschio), David Wald (primo demone Mora), Chris Durand (secondo demone Mora).

## Morte di un eroe
- Titolo originale: Hero
- Diretto da: Tucker Gates
- Scritto da: Howard Gordon e Tim minear

### Trama
Cordelia riprende Doyle con la videocamera come testimonial nello spot pubblicitario della Angel Investigations, Harry si è trasferita a Los Angeles ma ormai lei e Doyle preferiscono non tornare insieme, lui adesso desidera solo Cordelia ma non trova il coraggio di rivelarle di essere per metà un demone. Angel è sopraffatto dalla rabbia e dalla frustrazione raccontando a Doyle e Cordelia del giorno cancellato dagli Oracoli, avendo dovuto rinunciare a Buffy e alla propria umanità quando il demone Mohra aveva fatto di lui un uomo nomarle. Angel però è angosciato da quello che gli Oracoli hanno predetto, delle imminenti minacce che affronterà. Doyle ha una visione, c'è gente che ha bisogno di loro in un edificio malridotto, lui e Angel vanno lì e scoprono che si tratta dei demoni Lister, questi però sono per metà umani.
Hanno bisogno di loro perché sono stati truffati da un uomo che aveva promesso in cambio di soldi dei documenti falsi con cui sarebbero fuggiti tramite una nave in un'isola al largo dell'Ecuador. I Lister sono convinti che Angel è il "Promesso" colui che secondo la profezia li avrebbe salvati, stanno fuggendo dal Flagello, un gruppo di demoni che crede nella supremazia della razza demoniaca, odiano e uccidono tutti i demoni che sono in parte umani. Doyle ebbe già a che fare con il Flagello, i demoni Brachen (la razza demoniaca a cui appartiene anche Doyle) chiesero in passato il suo aiuto, ma Doyle non fece nulla per loro e il Flagello li sterminò, fu in quell'occasione che Doyle ebbe la sua prima visione, si pentì di non aver salvato i Brachen.
Angel e Cordelia si procurano i documenti per i Lister e trovano una nave mercantile che li porterà via da Los Angeles, intanto Rieff, un giovane Lister, decide di fuggire, non crede infatti che Angel possa aiutarli, ma Doyle lo trova e lo convince a fidarsi del vampiro. Arriva il Flagello e a quel punto Angel e Doyle aiutano Rieff a mettersi in salvo, Angel comunque uccide Doyle spezzandogli l'osso del collo in modo da guadagnarsi il rispetto del Flagello convincendoli a farlo aderire al loro gruppo, anche se i vampiri sono in parte umani accettano. Rieff scopre che Doyle è ancora vivo, infatti i Brachen sono molto forti, tanto che nemmeno spezzando loro il collo possono morire.
Doyle riporta Rieff dagli altri Lister nella nave, Cordelia tira uno schiaffo a Doyle colpevole di averle nascosto di essere per metà demone, sono stati i Lister a rivelarglielo, trovando ingiusto che lui abbia pensato che Cordelia lo avrebbe giudicato male se le avesse detto la verità. Angel si è infiltrato nel Flagello scoprendo che il primo ufficiale del mercantile che dovrebbe portare in salvo i Lister ha rivelato la posizione del nascondiglio al Flagello in cambio di soldi, tuttavia l'uomo viene ucciso dal Flagello tramite la loro arma, il Faro, un congegno che emette una luce capace di eliminare ogni creatura umana, tra cui i mezzo demoni, quando useranno il Faro nel pieno del suo potere esso si autodistruggerà emettendo una luce che ucciderà ogni creatura (tranne i demoni puri) nel raggio di 400 metri.
Angel raggiunge la nave mercantile prima del Flagello, quando i nemici arrivano Angel li affronta e uccide il loro capo, tuttavia il Flagello attiva il Faro, adesso è necessario avvicinarsi al congegno e disattivarlo ma Angel sarà esposto alla luce mortale e morirà, tuttavia è un sacrificio che è disposto a fare. Tuttavia Doyle colpisce Angel con un pugno mettendolo al tappeto, poi bacia Cordelia e le labbra di Doyle emettono una strana luce che viene assorbita dalla ragazza, come se le avesse trasmesso qualcosa. Doyle per la prima volta mostra a Cordelia la propria forma demoniaca non potendo fare a meno di domandarsi se lei lo avrebbe mai amato con questo volto, poi si lancia contro il Faro la cui luce lo disintegra ma non prima che Doyle disattivi il generatore.
Angel e Cordelia si abbracciano, addolorati per la morte dell'amico che con il suo sacrificio ha salvato tutti, i Lister ora capiscono che il Promesso non era Angel ma Doyle. L'episodio di conclude che Angel e Cordelia che guardano il video di Doyle mentre tentava di pubblicizzare la Angel Investigations.
- Altri interpreti: Lee Arenberg (Tiernan), Tony Denman (Rieff), Michelle Horn (Rayna), Sean Gunn (Lucas, demone Brachen), Anthony Cistaro (comandante del Flagello).
- Nota: ultimo episodio in cui compare Doyle.
- Nota: in questo episodio il personaggio di Doyle fa la sua ultima comparsa perché, in realtà, Glenn Quinn (l'attore che lo interpretava) fu cacciato dal set di Angel perché faceva troppo uso di alcool e droga.[senza fonte]

## L'asta diabolica
- Titolo originale: Parting Gifts
- Diretto da: James A. Contner
- Scritto da: David Fury e Jeannine Renshaw

### Trama
Angel chiede agli Oracoli di riavvolgere il tempo come avevano già fatto in modo da salvare Doyle ma la sua richiesta non viene accolta, Doyle è morto da eroe trovando il proprio riscatto, salvarlo vanificherebbe ciò che ha fatto. Angel fa tenere presente agli Oracoli che senza il potere di Doyle come veggente, Angel non potrà lavorare per conto delle Forze dell'Essere, ma gli Oracoli in maniera enigmatica affermano che le cose si bilanceranno da sole.
Un demone empatico di nome Barney chiede protezione alla Angel Investigatios perché un cacciatore di demoni vuole ucciderlo. Intanto Cordelia, mentre fa un provino per uno spot pubblicitario, ha una visione simile a quelle che aveva Doyle, fa pure un disegno della visione avuta. Cordelia ha capito che Doyle, baciandola, le ha trasmesso il potere di veggente, ora è lei a fare da tramite tra Angel e le Forze dell'Essere, era questo che gli Oracoli volevano dire. Angel intanto rintraccia il cacciatore di demoni che si rivela essere Wesley, ora che Buffy non vuole più avere nulla a che fare con in consiglio degli Osservatori, Wesley ha deciso di ritirarsi e ha intrapreso la carriera di cacciatore di demoni.
Cordelia non accetta che Doyle le abbia trasmesso i poteri di veggente, per lei è solo una scocciatura, ma Barney le fa notare che quei poteri sono probabilmente la cosa più preziosa che aveva, e ha scelto di darli a Cordelia, ciò è la conferma di quanto lei fosse importante per Doyle. Wesley spiega a Angel che Barney è stato vittima di un malinteso, è un altro il demone a cui dà la caccia, uccide individui con poteri particolari prelevando la parte del corpo da cui scaturiscono le loro capacità prodigiose. Il demone appare e attacca Angel e Wesley, quest'ultimo tramite una balestra lo ferisce con una freccia mettendolo in fuga. Wesley scopre che è un demone Kungai, il Tak ovvero il corno che hanno sulla fronte è mortale perché uccide la gente privandola della loro forza vitale.
Dato che è un demone di origine asiatica, Wesley ipotizza che troverà rifugio a Koreatown, infatti lo trovano lì mentre si fa medicare, sta per morire dato che qualcuno gli ha staccato il Tak, in effetti Wesley comprende parzialmente il linguaggio demoniaco del Kungai, che prima di morire gli rivela che il colpevole è un demone con il potere dell'empatia, capiscono quindi che è stato Barney, quest'ultimo rapisce Cordelia dato che è interessato al suo potere di veggente.
Wesley confessa a Angel che non ha abbandonato il consiglio degli Osservatori, sono stati loro a cacciarlo dopo il disastro con Buffy e Faith. Intanto Angel guardando il disegno di Cordelia comprende che si riferisce a una statua, fa una ricerca e scopre che è stata acquistata da una catena di alberghi, in effetti Wesley ricorda che prima di morire il Kungai aveva menzionato un'asta, e quindi Angel e Wesley, dopo aver scoperto che in uno degli hotel si tiene proprio un'asta, capiscono che Cordelia è stata portata lì. Barney infatti si è procurato le parti del corpo di varie creature con poteri in modo da venderle all'asta al miglior offerente, desidera vendere anche gli occhi da veggente di Cordelia.
Una donna in rappresentanza della Wolfram & Hart offre trentamila dollari per gli occhi della ragazza, intervengono Wesley e Angel, quest'ultimo sconfigge gli scagnozzi di Barney mentre Wesley libera Cordelia. Barney e Wesley si affrontano, quest'ultimo ha la peggio ma Cordelia, con il Tak, uccide Barney facendolo dissolvere e salvando l'amico. Cordelia incornicia il disegno che aveva fatto, lo conserverà come un ricordo di Doyle.
- Guest star: Alexis Denisof (Wesley Wyndham-Pryce)
- Altri interpreti: Maury Sterling (Barney), Carey Cannon (Oracolo), Randall Slavin (Oracolo)
- Nota: primo episodio in cui è presente Wesley.

## Il pupillo
- Titolo originale: Somnambulist
- Diretto da: Winrich Kolbe
- Scritto da: Tim Minear

### Trama
Angel è tormentato da incubi in cui lui uccide della gente indifesa, scopre inoltre che Kate sta indagando su un serial killer che ha già ucciso tre persone incidendo una croce cristiana sulla guancia sinistra delle proprie prede, esattamente come faceva Angel nei sogni. Wesley confessa a Cordelia che in passato si era documentato su Angel, quando egli era un vampiro malvagio verso la fine del XVIII secolo uccideva con questo modus operandi, il suo timore è che sia tornato a essere un assassino spietato. Anche Angel lo teme, sogna quegli omicidi ma non ricorda di averlo fatto fisicamente, Wesley teme che Angel possa aver ucciso quella gente in uno stato ipnagogico, quindi lo incatenano al letto per tutta la notte, ma il mattino dopo viene rinvenuto un altro cadavere, è stato nuovamente il serial killer, ciò esclude che Angel sia l'assassino.
Angel ha capito chi è il colpevole, si tratta di Penn, lo stesso Angel lo generò in un vampiro, era un suo discepolo, gli insegnò le sue pratiche omicide, spinse Penn a uccidere la sua stessa famiglia. Angel fa un ritratto di Penn e lo consegna a Kate in modo che possa dargli la caccia, Angel e Kate trovano Penn e gli impediscono di uccidere un ragazzo, effettivamente Penn è sorpreso di vedere il suo ex mentore constatando che non è più un vampiro crudele. Angel affronta Penn ma è tutto inutile, la loro forza si equivale e Penn lo sconfigge scappando. Kate, avendo visto Penn e Angel dare sfoggio dei loro poteri di vampiri, pretende una spiegazione dall'amico, tuttavia Angel aveva già capito che Kate sospettasse dell'esistenza dei vampiri avendo notato che lei i suoi colleghi avevano tenuto la stampa all'oscuro dei segni di morsi sul collo delle vittime di Penn, il quale si nutriva del loro sangue.
Angel e Penn in passato si separarono, avevano progettato di darsi appuntamento in seguito in Italia ma quando Angel in Romania venne maledetto dagli zingari che gli diedero l'anima, lui preferì tagliare i ponti con Penn. Angel spiega a Kate che per uccidere un vampiro bisogna colpirlo al cuore, la detective inizia a documentarsi sui vampiri, emerge subito il nome di Angelus, colui che era reputato uno dei vampiri più crudeli mai esistiti e non tarda a capire che si tratta proprio di Angel. Kate rivela a Angel che Penn è stato già altre due volte a Los Angeles, prima nel 1929 e poi nel 1963, e anche a Boston nel 1908, nel corso degli anni è stato un assassino implacabile.
Penn va alla stazione di polizia e rapisce Kate davanti ai suoi colleghi, Angel va a salvarla, affronta Penn ma quest'ultimo è troppo forte, Penn riesce a sopraffare Angel, tuttavia Kate con un bastone di legno li trafigge entrambi, ma è stata attenta a colpito solo il cuore di Penn che muore. Angel confessa a Cordelia che sognare quegli omicidi gli era piaciuto, la sua amica cerca di fargli capire che non deve lasciarsi troppo condizionare dal suo lato oscuro perché fondamentalmente in ogni persona alberga il male, ma lei non ha dubbi che ormai Angel è cambiato, altrimenti le Forze dell'Essere non lo avrebbero mai scelto come loro campione. Cordelia e Angel fanno una promessa: se quest'ultimo tornerà a essere una creatura malvagia dovrà essere lei a ucciderlo.
- Altri interpreti: Elisabeth Röhm (Kate Lockley), Jeremy Renner (Penn).
- Nota: da questo episodio Wesley entra a far parte del cast regolare.

## In attesa
- Titolo originale: Expecting
- Diretto da: David Semel
- Scritto da: Howard Gordon

### Trama
Angel e Wesley uccidono un demone che hanno stanato grazie a una visione di Cordelia, quest'ultima intanto esce con due amiche, Emily e Sarina, vanno in un night club trascorrendo la notte con alcuni uomini: Nick, Jason e Wilson, quest'ultimo fa amicizia con Cordelia e lei lo porta a casa, fanno l'amore ma il mattino dopo la ragazza scopre di essere incinta, in uno stato avanzato della gravidanza. Angel, Wesley e Dennis tentano di confortarla ma lei è disperata, Wilson è sparito e non risponde al telefono. Angel e Wesley non tardano a capire che si tratta di una gravidanza parassitaria, demoni che possono riprodursi solo fecondando donne umane le quali in genere non sopravvivono al parto, e le poche che ci riescono ne rimangono traumatizzate.
Angel va al night club chiedendo informazioni al barista scoprendo che in genere Sarina organizza appuntamenti portando con sé delle amiche presentandole a uomini ricchi e benestanti. Angel va a trovare Sarina a casa constatando che pure lei è gravida come Cordelia, è stato Jason a metterla incinta e ora è sparito. Sarina confessa a Angel che Jason e i suoi amici frequentano ragazze giovani che non hanno famiglia, ha sempre sospettato che i loro soldi fossero di losca provenienza, l'unica informazione che può dargli è che frequentano un poligono di tiro nel tempo libero. Wesley intanto porta Cordelia in una clinica dove le viene fatta un'ecografia dalla quale emergono una moltitudine indefinita di battiti cardiaci dal suo utero, le viene estratto anche del liquido amniotico che presenta proprietà acide.
Wesley fa tenere presente a Angel che nell'utero di Cordelia ci sono sette creature e probabilmente di più, e se a ciò si sommano le gravidanze delle altre ragazze sedotte dagli amici di Wilson, nascerà un numero sproporzionato di demoni. Angel va nel poligono di tiro, affronta Wilson, Jason e Nick riuscendo a sopraffarli insieme ai loro amici, constatando che non sono demoni ma semplici umani. Adesso Angel ha più chiara la situazione, hanno giurato fedeltà a un demone che ha dato a tutti loro soldi e ricchezze, egli può riprodursi solo fecondando delle ragazze umane ma non può ingravidarle personalmente, quindi ha dato ai suoi fedeli il potere di farlo al suo posto, benché abbiano fatto sesso con quelle ragazze è stato il demone che indirettamente le ha messe incinta, loro sono soltanto dei "surrogati procreativi".
Cordelia pare aver perso la ragione, tramortisce Wesley e scappa via, Angel telefona a Wesley spiegandogli che ha scoperto dove si trova il demone, ovvero nel tempio che i suoi fedeli hanno costruito per lui. Anche Wesley ha delle notizie, documentandosi ha capito che il demone è un Haxil, a quel punto Angel intuisce che l'Haxil tramite la gravidanza delle ragazze ha creato con loro una connessione psichica riuscendo così ad asservirle, comunque Wesley ha una buona notizia, uccidendo l'Haxil tutte le gravidanze verrebbero interrotte, il principale problema però è che l'Haxil è un demone molto grande e forte, non può essere ucciso né con il fuoco né con la decapitazione.
Cordelia, Emily e Sarina, insieme a tutte le ragazze ingravidate, raggiungono il tempio del demone Haxil, ormai asservite a lui, indossano degli abiti da cerimonia e si immergono in una vasca piena d'acqua in attesa di partorire. L'Haxil fa la sua comparsa, intervengono Wesley e Angel, quest'ultimo lancia contro l'Haxil una bombola di azoto liquido e il demone la afferra al volo, Wesley con una pistola spara alla bombola liberando l'azoto liquido che uccide il demone congelandolo. Cordelia e le altre ragazze non sono più gravide e recuperano la ragione, Cordelia infine distrugge l'Haxil congelato frantumandolo.
Nonostante l'esperienza traumatica che ha vissuto, Cordelia torna a lavoro più ottimista che mai, anche se è consapevole che gli uomini sono bugiardi e che Los Angeles è una città falsa, ora ha capito che di aver trovare in Angel e Wesley due amici sinceri su cui potrà sempre contare.
- Guest star: Daphnée Duplaix Samuel (Sarina), Ken Marino (Wilson Christopher).

## Jhiera
- Titolo originale: She
- Diretto da: David Greenwalt
- Scritto da: David Greenwalt e Marti Noxon

### Trama
Dato che Wesley ha problemi di soldi, Angel lo assume nella propria agenzia, Cordelia intanto ha una visione, un uomo bruciato vivo alla Jerico Ice, un'azienda che produce ghiaccio. Angel e Wesley vanno lì e trovano un demone di nome Tae il quale afferma di venire da un'altra dimensione, sta cercando una donna che è giunta sulla Terra dal loro mondo, si chiama Jhiera. Cordelia scopre che ci sono state altre quattro morti, tutte persone bruciate vive. Angel va nell'ufficio della Jerico Ice e trova una ricevuta d'acquisto, poi incontra Jhiera la quale lo attacca mettendolo al tappeto.
Wesley fa delle ricerche e scopre che Tae e Jhiera vengono dalla dimensione demoniaca di Olden Tal, i maschi della loro specie vengono chiamati Vigories e sono erbivori. Angel trova Jhiera in un museo d'arte, lì si proietta un portale dimensionale dal quale appare un'altra donna di Olden Tal, ma arrivano i Vigories che la catturano, mentre Angel aiuta Jhiera a fuggire. Quest'ultima spiga a Angel che lei è la principessa di Olden Tal, è fuggita dalla propria dimensione perché le donne a Olden Tal non hanno diritti, sono i Vigories a comandare, se le donne si ribellano le puniscono staccando dal loro corpo il Ko, il quale si trova sulla loro schiena, esso è alla base della loro forza e dei loro impulsi sessuali, diventa incandescente quando una donna di Olden Tal è attratta da un uomo.
Jhiera ammette che quando giunse sulla Terra insieme alle altre donne per fuggire faticò a gestire il clima di questa dimensione, il ghiaccio le tiene sotto controllo, quegli uomini sono morti bruciati vivi perché non sono state capaci di contenere il loro potere. Jhiera non intende accettare l'aiuto di Angel, andandosene via preferendo agire da sola. Dal momento che i Vigories sono erbivori, Cordelia e Wesley vanno a cercarli in un vivaio e infatti li trovano lì, staccano dal corpo della donna rapita al museo il Ko, e infatti diventa servile tanto che accetta di tornare a Olden Tal.
Angel intuisce che Jhiera tiene nascoste le altre fuggiasche nel centro benessere di Palm Ridge avendo visto che dalla ricevuta d'acquisto che la Jerico Ice li aveva riforniti di ghiaccio, che serve per le donne, il proprietario gentilmente sta aiutando Jhiera e si è già rivolto a uno sciamano che è disposto a ospitarle nella sua abitazione. Angel, Cordelia e Wesley vanno lì ma arrivano pure i Vigories, a quel punto Angel e Jhiera li affrontano, mentre Cordelia e Wesley aiutano le donne a fuggire. I Vogories prendono Cordelia e Wesley in ostaggio cercando di costringere Jhiera ad arrendersi, ma lei mostrando indifferenza scappa via, le interessa soltanto salvare le donne del proprio popolo, tuttavia Wesley e Cordelia si liberano da soli. Tae cattura Jhiera e proprio quando stava per staccarle il Ko interviene Angel che le dà la possibilità di scappare insieme alle altre donne. Tae si arrabbia con Angel accusandolo di aver contribuito ad arrecare danno alle leggi di Olden Tal, perché da adesso altre donne fuggiranno, Tae stava solo cercando di proteggere le tradizioni del proprio popolo, ma Angel è indifferente intimandogli di tornare a Olden Tal e di non rimettere più piede sulla Terra.
Jhiera va alla Angel Investigations per informare il vampiro che le donne sono al sicuro, tuttavia Angel non le perdona il suo cinismo dato che era disposta a sacrificare Cordelia e Wesley pur di raggiungere il proprio scopo, lei pensa solo al proprio interesse e a quello delle donne del suo popolo, Angel le fa capire che avere nobiltà d'animo significa invece avere la forza di aiutare tutti, indiscriminatamente, mettendola in guardia perché se la vedrà con lui se oserà ancora comportarsi male. Jhiera lascia l'ufficio di Angel e il suo Ko diventa incandescente, ciò vuol dire che in realtà era attratta dal vampiro e che stava iniziando a provare dei sentimenti per lui.
- Guest star: Bai Ling (Jhiera), Colby French (Tae).

## L'indemoniato
- Titolo originale: I' ve Got You Under My Skin
- Diretto da: R. D. Prince
- Scritto da: David Greenwalt e Jeannine Renshaw

### Trama
Cordelia ha capito che Angel sta ancora soffrendo per la morte di Doyle, era suo amico e avrebbe preferito morire al suo posto, tuttavia Cordelia ha una visione su una casa che si trova in un quartiere di periferia residenziale, quindi Angel e Wesley vanno lì, vedono un bambino di nome Ryan attraversare la strada in fase di sonnambulismo, Angel lo salva impedendo a un'auto di investirlo. Ryan vive con i suoi genitori, Paige e Seth oltre che con la sorellina Stephanie, la madre del bambino gli è riconoscente, si sono trasferiti a Los Angeles da poco e non hanno amici, lo invita quindi a cena in segno di riconoscenza.
Wesley, all'esterno della casa, trova del plakticine, è la secrezione di un demone Ethros, il quale chiaramente ha preso possesso di un membro della famiglia, gli Ethros tendono a perpetuare omicidi di massa. Cordelia fa delle indagini e scopre che quella famiglia in soli tre anni si è trasferita in varie città e ovunque andavano accadevano cose orribili, l'ultima città in cui sono stati a Akron un amico di famiglia è morto in un incendio. Angel, approfittando dell'invito a cena, porta dei dolci al cioccolato, tutti li mangiano e in quel momento il volto di Ryan assume fattezze demoniache e perde i sensi, Angel aveva aggiunto ai dolci della polvere di psylis eucalipsis per far uscire il demone allo scoperto. Paige è spaventata, Angel le fa capire che Ryan è posseduto da un demone ma che può aiutarlo, Paige però si arrabbia con il vampiro tuttavia Seth prende le sue difese, ormai anche lui sospettava che c'era qualcosa che non andava in suo figlio, persino Stephanie ammette che percepiva la cattiveria in Ryan.
Angel porta Ryan nel proprio appartamento, accompagnato da Seth e Paige, a quel punto Angel e Wesley si rivolgono a una suora la quale spiega ai due che non è facile esorcizzare un Ethros, un prete di nome Fredricks una volta riuscì a liberare il corpo di una donna dal demone ma pur riuscendo dell'impresa morì. Wesley capisce che Fredricks è morto perché l'Ethros aveva tentato di possedere lui con aggressività quando venne esorcizzato, per evitare che ciò riaccada Angel fa comprare a Cordelia un recipiente particolare che sigillerà il demone quando verrà espulso dal corpo di Ryan. Wesley tenta di fare l'esorcismo ma l'Ethros riesce a fare leva sulle sue insicurezze e su quelle di Angel: infatti Wesley si sente inadeguato per aver fallito come Osservatore mentre Angel è ancora in preda al rimorso per non aver salvato Doyle, inoltre il demone mette in guardia Angel perché Wesley anche se cerca di nasconderlo ha paura del vampiro.
Angel vede delle biglie che formano la scritta "Salvami" (Save Me) a quanto pare Ryan si è messo in contatto con lui, a quel punto il vampiro esorcizza lui personalmente Ryan, di conseguenza l'Ethros viene assorbito dal contenitore, ma poi lo distrugge e scappa. I genitori di Ryan lo riportano a casa mentre Wesley e Angel danno la caccia all'Ethros trovandolo in una grotta vicino al mare, infatti è in quel generi di posto che si rifugiano, l'esorcismo ha indebolito l'Ethros che ha dovuto riassumente la propria forma corporea. L'Ethros fa ai due un'agghiacciante rivelazione, Ryan è un bambino con una mente deviata, in lui non c'è bontà, il demone si era solo limitato ad annidarsi in lui ma Ryan è riuscito a sottometterlo, l'Ethros era intrappolato in lui e non riusciva più a fuggire, Ryan lo teneva prigioniero dentro di sé, era stato il demone a mandare a Angel quel messaggio di aiuto, nella disperazione l'Ethros era disposto a morire insieme a Ryan manovrandolo mentre il bambino dormiva (quando Angel lo salvò).
Angel uccide l'Ethros con un'ascia, il demone non ha opposto resistenza accettando la propria morte con rassegnazione. Intanto Ryan cerca di uccidere Stephanie dandole fuoco, ma interviene Angel che mette in salvo la bambina. Kate e i suoi colleghi portano via Ryan, verrà affidato agli assistenti sociali, Seth ha trascorso tanto tempo a coprire i misfatti di Ryan ma ormai ha capito di non poterlo più fare, la sua sola consolazione è che Paige e Stephanie ora sono al sicuro.
- Altri interpreti: Elisabeth Röhm (Kate Lockley), Will Kempe (Seth Anderson), Katy Boyer (Paige Anderson), Anthony Cistaro (Demone Ethros), Jess James (Ryan Anderson).

## L'amore non muore
- Titolo originale: The Prodigal
- Diretto da: Bruce Seth Green
- Scritto da: Tim Minear

### Trama
Un demone, all'interno di un treno nella metropolitana, dà di matto e quindi uno dei passeggeri ferma il treno con il freno di emergenza, arriva Angel che affronta il demone in uno scontro molto combattuto, ma il demone muore per un malore. Arrivano poi Kate e i suoi colleghi, Angel nota la presenza di Trevor, sembra che fosse preoccupato per sua figlia. Wesley scopre che il demone che Angel ha affrontato è un Kwaini, sono tutti di sesso femminile, ma soprattutto sono gentili e pacifici, tuttavia Angel conferma che quel Kwaini era stranamente fortissimo.
Angel inizia a covare dei sospetti sul passeggero che ha azionato il freno di emergenza, di lavoro è un corriere, si mette a seguirlo fino alla casa di Trevor ritirando un pacco da lui. Angel capisce che Trevor è complice di quel corriere, aveva lasciato sul treno qualcosa di compromettente, Trevor non era lì perché preoccupato per Kate ma per prelevare il pacco prima che lo trovasse la polizia. Cordelia e Wesley prelevano il cadavere del Kwaini, poi Wesley esegue un'autopsia riuscendo a estrarre una sostanza che era in tutti gli organi del demone che ha fatto gonfiare la ghiandola adrenalinica, è una sostanza sintetica con proprietà metafisiche simile a una droga, deve aver reso il Kwaini aggressivo e venti volte più forte, chiaramente voleva aggredire il corriere perché desiderava un'altra dose che nascondeva nel pacco.
Cordelia pedina il corriere e scopre che la droga viene ritirata dalla Kel's Exotic Auto un'officina che però è solo una copertura, infatti è gestita da dei vampiri che lavorano per un demone, si arricchiscono vendendo questa droga, Trevor vista la sua posizione di ex poliziotto ha usato i suoi contatti per aiutarli con i loro traffici in cambio di soldi. Angel cerca di mettere in guardia Trevor vista la natura dei loschi affari in cui è coinvolto, ma lui non intende ascoltarlo, arriva anche a mettere in guardia i suoi complici che decidono di sbarazzarsi di Angel, ma anche di Trevor dato che non lo ritengono più affidabile come socio.
Con dei flashback si scopre di più sul passato di Angel quando lui era ancora un umano di nome Liam e viveva a Galway in Irlanda nel 1753: cercava costantemente l'approvazione del padre ma lui, oltre a picchiare il figlio, non faceva altro che rinfacciargli quanto Liam lo deludesse, quest'ultimo cercò rifugio in risse, alcolici e bordelli, ormai il rapporto tra Liam e il padre si era troppo inasprito anche perché non sopportava la dissolutezza del figlio. Liam abbandonò la propria casa, il padre lo supplicò di restare ma Liam decise di andarsene salutando la sorellina Kathy. Incontrò Darla che uccise Liam, la famiglia soffrì molto al funerale, ma calata la notte Liam risorse, Darla lo generò in un vampiro, nella casa affrontò il padre il quale non capì come avesse fatto Liam a entrare dato che ai vampiri non è consentito senza il permesso di coloro che vi abitano, infatti era stata Kathy a invitare il fratello a entrare dato che era felice di vederlo ancora in vita, Liam uccise sia la sorellina che l'odiato padre.
Angel, dato che considera Kate un'amica, non ha il coraggio di dirle che suo padre lavora con dei criminali, Wesley ritiene che non sia giusto tenerla all'oscuro della verità, tuttavia Angel vuole prima provare a ragionare con Trevor. I vampiri mandano dei Kwaini nell'appartamento di Angel per ucciderlo, ma quest'ultimo li sconfigge facilmente. Angel telefona a Kate chiedendole di raggiungerlo all'appartamento di Trevor, ma i vampiri li anticipano, Trevor commette lo sbaglio di invitarli a entrare e lo uccidono sotto lo sguardo di Angel, il quale non ha potuto salvarlo dato che Trevor non lo aveva invitato a entrare nel suo appartamento.
Sopraggiunge Kate, la quale è sconvolta nel vedere il cadavere di Trevor, implicitamente capisce che il padre lavorava con dei criminali vedendo i soldi nell'appartamento. Ora Kate vuole vendetta, si reca alla Kel's Exotic Auto venendo raggiunta da Angel i due affrontano i vampiri uccidendoli, infine Angel con un'ascia decapita il demone per cui lavoravano. Angel tenta di confortare Kate ma lei, troppo arrabbiata, rifiuta la sua amicizia.
- Altri interpreti: Elisabeth Röhm (Kate Lockley), John Mahon (Trevor Lokley).

## Il bracciale misterioso
- Titolo originale: The Ring
- Diretto da: Nick Marck
- Scritto da: Howard Gordon

### Trama
Darin MacNamara si presenta alla Angel Investigations, suo fratello Jack è scomparso, si era indebitato con un usuraio di nome Ernie Nellins il quale ha assoldato dei mostri per sequestrarlo, chiedendo a Angel di trovarlo e di metterlo in salvo. Angel convince Ernie a rivelargli dove si trova Jack, quindi lo indirizza verso alcuni demoni, Angel li affronta e li costringe a dirgli dove trovare Jack, a quanto pare è stato portato in un fight club per demoni, proprio lì scopre di essere caduto in una trappola, infatti Darin e Jack catturano Angel mettendolo al tappeto con un taser elettrico.

Angel nell'arena

Ad Angel viene messo un bracciale al polso, così come a tutti gli altri demoni che devono combattere, i dormitori e il ring dove lottano sono delimitati da delle linee rosse, se colui che indossa il bracciale le oltrepassa muore disintegrato, inoltre togliersi il bracciale è impossibile, coloro che assistono ai combattimenti piazzano delle somme in denaro per le scommesse, per vincere un match bisogna uccidere l'avversario, un demone è libero solo se uccide ventuno sfidanti, il demone più forte è Val Trepkos il quale ha già ucciso venti avversari.
Wesley e Cordelia sono preoccupati per Angel dato che non è tornato, Wesley va da Ernie e con le cattive, minacciando di torturarlo, lo costringe a confessargli la verità sul fight club. Cordelia e Wesley vanno ad assistere al combattimento, in maniera astuta si fingono due poliziotti mandando via alcuni invitati e convincendoli a cedere a entrambi il loro invito, Angel affronta il proprio avversario e a malincuore lo uccide. Una donna di nome Lilah Morgan assiste al combattimento mostrando verso Angel un certo interesse. Wesley spiega a Cordelia che questi combattimenti tra demoni erano un'usanza che esisteva ai tempi dell'Impero Romano, Cordelia ruba uno dei braccialetti in modo che Wesley possa studiarli e creare un congegno per disattivarli.
Angel prende Jack come ostaggio tentando di costringere Darin a liberare i demone, ma Darin senza alcuna pietà spara a Jack uccidendolo privando Angel dell'ostaggio, gli uomini di Darin con i taser tramortiscono il vampiro. Angel si sveglia nell'ufficio della Wolfram & Hart senza il bracciale scoprendo che Lilah è uno dei loro avvocati, ha convinto Darin a liberarlo, l'unica cosa che chiede in cambio è che Angel non interferisca più con il fight club, ma lui si rifiuta di farlo preferendo tornare lì. Angel disputa l'incontro con Trepkos, se quest'ultimo uccide Angel sarà libero. Lilah scommette diecimila dollari sulla sconfitta di Angel.
Trepkos combatte contro Angel riuscendo a sopraffarlo, anche se il vampiro in realtà non cerca nemmeno di difendersi, alla fine Trepkos si rifiuta di prestarsi al gioco di Darin preferendo risparmiare la vita al suo avversario. Sopraggiungono Cordelia e Wesley, quest'ultimo consegna ai demoni il congegno da lui ideato per disattivare i bracciali, ora che i demoni sono liberi si rivoltano contro i loro carcerieri e li sconfiggono, mentre Lilah scappa via. Cordelia getta Darin nel ring e a quel punto Trepkos gli mette al polso il bracciale, infine lo getta oltre il ring e quindi per via del bracciale Darin muore disintegrato.
Angel è riconoscente sia a Cordelia che a Wesley, hanno lavorato come una squadra e sono intervenuti appena in tempo per salvarlo, riuscendo anche a liberare i demoni che per tutto quel tempo erano stati costretti a combattere.

## L'eterna giovinezza
- Titolo originale: Eternity
- Diretto da: Regis B. Kimble
- Scritto da: Tracey Stern

### Trama
Mentre Angel passeggia insieme a Cordelia e Wesley nota che un'auto è sul punto di investire una donna, riesce a salvarla lanciandosi contro di lei, scoprendo che si tratta dell'attrice Rebecca Lowell. Il giorno successivo lei si presenta alla Angel Investigations, vuole assumere il vampiro come guardia del corpo, è da tempo che viene perseguitata, è probabile che l'autista di quell'auto sia la stessa persona che già da un po' le fa telefonate strane e le manda lettere minatorie. Rebecca in passato era famosa per aver recitato una serie televisiva, ma ormai è una star in declino, è da tempo che è lontana dagli schermi, sta lavorando per un'importante audizione da cui dipende la sua carriera, ma se il suo persecutore continua a tormentarla ciò inciderebbe negativamente sull'audizione.
Angel è attratto da Rebecca, infatti per questo motivo all'inizio si rifiuta di aiutarla, ma poi cambia idea e va nella villa di Rebecca salvandola da un misterioso aggressore, il quale fugge. Rebecca nota che Angel non si riflette nello specchio, scopre così che lui è un vampiro, ma invece che esserne spaventata si rivela affascinata. Angel accompagna Rebecca a una festa, l'aggressore la minaccia con una pistola ma Angel lo mette fuori combattimento e lo fa arrestare.
Rebecca ha capito che è stata tutta una trovata del proprio manager Oliver, infatti ha riconosciuto il suo persecutore, è uno stuntman che lavora per lui, Oliver le giura che aveva organizzato tutto in modo che non le facesse realmente del male, era un espediente per attirare più attenzione mediatica su di lei e rilanciare la carriera di Rebecca, la quale capisce che non ha ottenuto la parte, i produttori volevano un'attrice più giovane.
Rebecca, credendo che non invecchiare sia il solo modo per salvare la sua carriera, decide di mettere Angel nella posizione di generarla in un vampiro. Invita Cordelia a pranzo e a fare shopping ma è solo un espediente per estorcerle amichevolmente qualche informazione su Angel per capire come manipolarlo. Calata la notte Rebecca si presenta nell'appartamento di Angel i due si mettono a bere dello champagne e Rebecca gli chiede di generarla affermando che è pronta a pagare il prezzo dell'immortalità. Angel si rifiuta di farlo, tentando di farle capire che non può farsi condizionare dall'illusione della giovinezza, ad un tratto però Angel inizia a comportarsi in maniera strana, diventa aggressivo e violento, ormai non ha più inibizioni emotive, infatti Rebecca ha messo della droga nello champagne sperando che così Angel si sarebbe rilassato, ma adesso il vampiro è in preda alla rabbia omicida.
Arrivano Wesley e Cordelia che mettono in salvo Rebecca, in effetti Cordelia aveva intuito che Rebecca voleva diventare un vampiro per salvare la propria carriera di attrice; Rebecca spiega a Wesley che la droga che ha messo nello champagne di Angel è il doximall, effettivamente Wesley ritiene che quando l'effetto della droga finirà Angel riuscirà a rinsavire. Quest'ultimo si mette a insultare i suoi amici accusando Wesley di essere un debole e Cordelia una fallita, la ragazza minaccia di gettargli addosso dell'acqua santa che per i vampiri è letale, ha sempre preventivato che Angel potesse cedere al suo lato oscuro e si è premunita. Cordelia gli getta l'acqua addosso ma in realtà è acqua normale, voleva solo distrarre Angel e infine Wesley lo getta nel vano dell'ascensore facendogli perdere i sensi.
Il mattino dopo Angel si sveglia recuperando la ragione, si scusa con i suoi amici per le sue parole offensive, tuttavia ammette che Wesley è stato bravo, ha gestito bene la situazione. Cordelia fa capire a Angel che per salvaguardare il loro rapporto deve imparare a non nascondersi dietro la falsità essendo consapevole che quando era sotto l'effetto della droga alcune delle cose che ha detto le pensava per davvero, ma nonostante il suo brutto comportamento Cordelia non intende rinunciare alla loro amicizia.
- Altri interpreti: Tamara Gorski (Rebecca).

## La forza dell'odio
- Titolo originale: Five by Five
- Diretto da: Nick Marck
- Scritto da: Howard Gordon

### Trama
Lindsey e Mercer difendono un cliente della Wolfram & Hart il quale rischia una condanna per colpa di un ragazzo di nome Marquez che può testimoniare contro di lui durante il processo, quindi assoldano dei demoni per ucciderlo ma intervengono Wesley e Angel che lo salvano, infine Angel convince Marquez a deporre la sua testimonianza in tribunale permettendo al procuratore di incriminare l'imputato. Lindsey è sempre più stufo delle intromissioni di Angel, specialmente dopo il rimprovero subito dai propri superiori, a Mercer però viene un'idea: ha scoperto che la Cacciatrice Faith è a Los Angeles.
Mercer, accompagnato da Lilah, riesce a trovare Faith, la convincono a uccidere Angel in cambio di soldi e della promessa che la proscioglieranno dalle accuse a suo carico, e lei accetta. In più occasioni Faith tenta di cogliere di sorpresa Angel provocandolo, Giles informa Angel che Faith è fuggita da Sunnydale dopo aver avuto un duro scontro con Buffy, tuttavia Angel non vuole farle del male, desidera aiutarla a redimersi.
Si scoprono più dettagli sul passato di Angel con dei flashback risalenti al 1898 quando lui e Darla vivevano a Borșa, quest'ultima catturò una giovane zingara permettendo a Angel di ucciderla per divertimento, ma la famiglia della ragazza punì Angel restituendogli la sua anima, lui fu in preda al rimorso per le atrocità di cui era colpevole, Darla era disgustata da lui adesso che aveva nuovamente una coscienza morale, Angel tentò di uccidere una donna per strada aggredendola ma non ebbe il coraggio di farlo, ormai aveva recuperato la sua umanità e non aveva la forza per compiere altri omicidi.
Faith cattura Wesley e lo tortura, a quel punto Angel e Cordelia studiano tutti i casi di aggressione di cui Faith è colpevole da quando è arrivata a Los Angeles, e scoprono che ha rubato il portafoglio a un ragazzo che ha mandato in ospedale, Angel intuisce che lei abita abusivamente nell'appartamento del ragazzo e che ha portato lì Wesley quindi si precipita a salvare l'amico.
Wesley tenta di convincere Faith a fare la cosa giusta, lui è convinto che c'è del buono nel cuore della ragazza, ma Faith sembra pronta ad andare fino in fondo, poi arriva Angel che combatte contro la Cacciatrice mentre Wesley riesce a liberarsi. Angel ha capito che Faith non vuole fargli del male, lei desiderava solo mettere Angel nella posizione di ucciderla dato che è stanca di convivere con i propri errori, Angel non intende lottare e a quel punto Faith ha un esaurimento nervoso, Angel abbraccia la ragazza aiutandola a calmarsi, Wesley impugna un coltello tentando di uccidere Faith ma poi lo fa cadere per terra vedendo che la Cacciatrice tra le braccia di Angel si è tranquillizzata.
- Guest star: Eliza Dushku (Faith Lehane).
- Altri interpreti: Julie Benz (Darla), Francis Fallon (Dick), Adrienne Janic (ragazza attraente), Rodrick Fox (assistente al procuratore), Thor Edgell (Uomo rumeno), Jennifer Slimko (donna rumena).

## Vendetta
- Titolo originale: Sanctuary
- Diretto da: Michael Lange
- Scritto da: Tim Minear e Joss Whedon

### Trama
Anche se Angel vuole aiutare Faith a mettere ordine nella sua vita, non trova sostegno da parte di Wesley, il quale è risentito per le torture subite da Faith. Dato che quest'ultima non ha portato a termine l'omicidio per cui la Wolfram & Hart l'aveva assunta Lindsey, Mercer e Lilah assoldano un demone per ucciderla, si introduce nell'appartamento di Angel il quale le dà ospitalità, tuttavia Faith uccide il demone.
Angel non vuole dare a Faith false speranze perché la redenzione non la porterà a trovare la pace, le persone diffideranno comunque di lei, scopre poi che Buffy ha un nuovo fidanzato che Faith infatti ha sedotto provando rimorso nei confronti di Buffy per averla umiliata.
Wesley, in un pub, viene avvicinato da Collins, Weatherby e Smith che avevano tentato vanamente di catturare Faith a Sunnydale e hanno fallito, sono consapevoli di non poterla sconfiggere, chiedono quindi a Wesley di somministrarle un sonnifero, così potranno prelevarla, il loro scopo è quello di catturare Faith e rieducarla. In cambio dell'aiuto di Wesley il consiglio degli Osservatori sarebbe disposto a reintegrarlo a pieno titolo. Wesley accetta ma pone una condizione imprescindibile: non dovranno fare del male a Angel, anche se lui è un vampiro è diverso dagli altri, ha un'anima, non negando che ha fatto più cose buone lavorando con lui che con gli Osservatori.
Buffy va a Los Angeles e rimane sconcertata quando scopre che Angel sta accudendo Faith, secondo Buffy la cosa giusta è consegnarla alla polizia perché Faith deve pagare davanti alla legge per i suoi crimini. Intanto a Lindsey viene in mente un altro modo per punire Faith, e senza violare la legge, ovvero incriminarla con l'aiuto di Kate, rivelando alla detective dove si nasconde dato che Faith è una ricercata, anche se Kate non ha una buona considerazione della Wolfram & Hart viene convinta da Lindsey ad arrestare la ragazza quando scopre che Angel la sta proteggendo, facendo leva sull'odio che Kate prova per i vampiri dopo la morte di Trevor.
Wesley raggiunge Angel, Buffy e Faith avvisandoli dell'arrivo degli Osservatori, aveva finto di volerli aiutare perché era il solo modo per anticiparli, tuttavia gli Osservator non avevano nessuna intenzione di mantenere l'accordo con Wesley, infatti il loro obiettivo è quello di uccidere Faith. Wesley affronta Weatherby e lo mette al tappeto, mentre Buffy per proteggere Faith combatte contro Collins avendo la meglio contro di lui. Smith con un fucile mitragliatore tiene Buffy sotto tiro, ma viene salvata Angel che mette Smith fuori combattimento. Arriva Kate che con i suoi colleghi arresta Angel, infatti in assenza di Faith è pronta a incriminare lui al suo posto, ciò che vuole è ucciderlo chiudendolo nella cella di detenzione dove i raggi del sole lo bruceranno vivo, ma Faith si presenta alla stazione di polizia costituendosi.
Buffy si sente ferita dal fatto che Angel avesse preferito prendere le parti di Faith piuttosto che le sue, ma Angel le fa notare che ormai lui e Buffy non stanno più insieme, lei non ha il diritto di giudicarlo solo perché non comprende le motivazioni che lo hanno spinto a proteggere Faith aggiungendo che Los Angeles è sotto la sua protezione e quindi non avrebbe mai permesso a Buffy di accanirsi contro Faith per una vendetta personale, chiedendole di tornare a Sunnydale. Wesley parlando con Angel gli dice che ha agito nel modo giusto proteggendo Faith sperando che adesso lei possa trovare la sua redenzione anche se non sarà facile.
- Guest star: Sarah Michelle Gellar (Buffy Summers), Eliza Dushku (Faith Lehane).
- Altri interpreti: Jeff Ricketts (Wetherby), Kevin Owers (Smith), Adam Vernier (Detective Kendrick).
- Nota: nella serie Buffy l'ammazzavampiri, questo episodio si inserisce tra gli episodi Luna nuova e Il seme della discordia della quarta stagione.

## Zona di guerra
- Titolo originale: War Zone
- Diretto da: David Straiton
- Scritto da: Gary Campbell

### Trama
Charles Gunn è un ragazzo di strada. Lui e sua sorella Alonna sono a capo di un gruppo di ragazzi senza casa e famiglia che lottano contro i vampiri dei loro quartieri. Intanto, Angel, Cordelia e Wesley vengono invitati a una festa nella villa di David Nabbit, un uomo che ha fatto la sua fortuna nell'informatica e che vuole il loro aiuto. Un altro uomo di nome Lenny Edwards lo sta ricattando perché in possesso di alcune sue foto mentre si reca al Madame Dorion's. Wesley conosce il luogo per la sua fama: è un bordello dove gli uomini fanno sesso con donne demone. Nabbit rischia di essere umiliato socialmente, se si venisse a saperlo; quindi, Angel va nel bordello e convince la proprietaria a collaborare, dato che Lenny diventerebbe una minaccia se si venisse a sapere che la privacy dei clienti del Madame Dorion's non è tutelata.
Una delle prostitute del Madame Dorion's aiuta Angel a rintracciare Lenny. Angel lo costringe con le cattive a dargli le foto di Nabbit, ma viene spiato da Gunn che scopre che è un vampiro. Lenny finge di voler consegnare le foto ad Angel, ma gli tende una trappola con un demone assoldato per ucciderlo. Angel spezza l'osso del collo al demone e si riprende le foto compromettenti. Subito dopo, tuttavia, Gunn e i suoi amici lo costringono a rifugiarsi in un edificio pieno di trappole contro i vampiri, ma Angel riesce a sopravvivere. Inoltre, salva Alonna che rischiava di morire per via di una delle loro stesse trappole. Gunn e gli altri restano senza parole, constatando che Angel non è una creatura malvagia.
Nabbit paga profumatamente la Angel Investigations per il servizio svolto, però Angel è preoccupato per Gunn. Lui e gli altri ragazzi stanno combattendo una guerra pericolosa contro i vampiri e, infatti, le preoccupazioni di Angel non tardano ad avverarsi: i vampiri, adirati con Gunn e i membri del suo gruppo, fanno un'imboscata in pieno giorno, indossando maschere e cappotti per non farsi bruciare dal sole. Con dei fumogeni costringono i ragazzi a uscire dal loro rifugio e rapiscono Alonna, trascinandola dentro a un furgone.
Gunn va nel covo dei vampiri per salvarla. Quando riesce a trovarla è felice di vederla sana e salva, ma subito dopo capisce che è stata generata in un vampiro. I vampiri hanno fatto di Alonna una di loro, adesso lei è solo una creatura crudele. Afferma che quella che lei e il fratello hanno condotto è stata un'esistenza insignificante, e si offre di trasformare Gunn in un vampiro, con la promessa che quella che faranno insieme sarà una vita migliore. Gunn sembra sul punto di accettare, ma, quando Alonna si appresta a generarlo in un vampiro, lui si limita a dirle "addio", e uccide sua sorella.
Gunn e i suoi compagni si apprestano a combattere, ma interviene Angel che uccide il capo dei vampiri, affermando la sua superiorità e costringendo gli altri a lasciare Los Angeles. Gunn permette ai nemici di fuggire capendo che è la cosa migliore; tuttavia, è consapevole che arriveranno altri vampiri e lui continuerà a lottare. Angel gli chiede di rendersi disponibile, dando per scontato che in futuro avrà bisogno del suo aiuto.

## Appuntamento al buio
- Titolo originale: Blind Date
- Diretto da: Thomas J. Wright
- Scritto da: Jeannine Renshaw

### Trama
Angel affronta Vanessa Brewer, un'assassina su commissione che lavora per la Wolfram & Hart che cerca di uccidere un uomo. Benché la donna sia ceca, è dotata di una tecnica di lotta formidabile, tanto che sconfigge il vampiro e uccide il proprio bersaglio. Vanessa viene tuttavia arrestata, ma Lindsey, in tribunale, riesce a difenderla e ad assolverla dal capo d'accusa. Angel è arrabbiato: oltre al fatto che non ha potuto salvare la vittima di Vanessa Brewer, non è nemmeno riuscito a far arrestare Vanessa. Ha capito che la Wolfram & Hart è un nemico troppo potente, lui nel limite delle sue possibilità non può fare molto, mentre lo studio può manipolare la legge.
Holland Manners, il direttore della Wolfram & Hart, si congratula con Lindsey per l'ottimo lavoro che ha impedito l'arresto di Vanessa, della quale Lindsey è piuttosto timorato. Gli chiede di prepararsi perché a breve la donna ucciderà dei bambini e Lindsey dovrà preparare un'altra linea legale difensiva. L’avvocato si reca alla Angel Investigations per chiedere ad Angel di proteggere i bambini; nonostante avesse fatto delle scelte discutibili lavorando per la Wolfram & Hart, non vuole rendersi complice di un crimine così orribile. Non sa molto di quei bambini, ma solo che stanno arrivando a Los Angeles da oltreoceano. Esistono dei files sul loro conto, custoditi nell'archivio protetto della Wolfram & Hart al quale nemmeno lui può accedere senza attirare l'attenzione. Inoltre, qualora si accedesse all'edificio, degli stregoni avvertirebbero se si tratta di vampiri.
Angel accede comunque all'archivio aprendo un tunnel dalle fogne, mentre Lindsey entra nella sala video manomettendo le telecamere di sicurezza. Gunn e i suoi compagni portano un vampiro nell'atrio dell'edificio, in modo da attirare l'attenzione del potere sensoriale degli stregoni. Angel in questo modo passa inosservato, ruba i floppy disk, ma nell'archivio nota una strana pergamena. Ne resta attratto e se ne impossessa, poi fugge.
Manners incarica un agente della sicurezza di uccidere Mercer in presenza di Lindsey. Gli spara senza pietà perché aveva scoperto che Mercer si era messo in contatto con un altro studio legale, che intendeva portare via dei clienti alla Wolfram & Hart. È evidente, tuttavia, che ha fatto uccidere Mercer solo per intimorire Lindsey, ben consapevole che ha aiutato Angel a rubare i floppy disk, ma non intende punirlo, né tanto meno impedirgli di salvare quei bambini. Ritiene che Lindsey stia solo mettendo in discussione temporaneamente i propri valori etici. 
Wesley decide di tradurre la pergamena rubata da Angel, mentre Cordelia, con l'aiuto di Willow, riesce a decriptare i floppy disk che contengono informazioni su Vanessa. La donna si era privata della vista all'età di 21 anni, e aveva appreso la tecnica di combattimento facendosi istruire dall'ordine dei Nanjin.
Tra i files ci sono informazioni anche sui bambini. Scoprono che sono in tutto tre e provengono da luoghi diversi, sono cechi ma possiedono il dono dell'empatia. In futuro potrebbero diventare un sacro triumvirato che potrebbe minacciare la Wolfram & Hart. Nei files le ragazze riescono a trovare anche l'indirizzo in cui sono tenuti al sicuro.
Lindsey e Angel vanno a salvarli appena in tempo: Vanessa era già lì e si accingeva ad eliminarli, ma Angel riesce a uccidere lei. I bambini vengono portati via dal loro mentore, mentre Wesley ha tradotto in parte la pergamena: si tratta delle profezie di Aberjian che si credevano perdute; parlano anche dei bambini appena salvati, ed è proprio per merito della pergamena che la Wolfram & Hart era venuta a conoscenza della loro esistenza. Tuttavia, la pergamena parla soprattutto di Angel, ovvero di un vampiro con un'anima; è per questo che lui aveva percepito il bisogno di impadronirsene.
Lindsey va alla Wolfram & Hart, dove Manners decide di sorvolare su quello che ha fatto perché comunque ammira il coraggio con cui Lindsey ha sfidato lo studio legale, avendo fatto anche un gesto nobile nel salvare i bambini. Manners si trasferisce in un altro ufficio lasciando quello vecchio a Lindsey, il quale adesso è pronto a giurare la sua totale fedeltà alla Wolfram & Hart.

## Shanshu a L.A.
- Titolo originale: To Shanshu in L.A.
- Diretto da: David Greenwalt
- Scritto da: David Greenwalt

### Trama
Gli associati della Wolfram & Hart accolgono il demone Vocah, il quale ha il compito di far sì che Angel torni a essere una creatura malvagia. Per farlo, deve resuscitare una persona tramite uno speciale rito, e per portarlo a termine è necessaria la pergamena di Aberjian, che lo stesso Angel ha rubato. Intanto, Wesley traduce la pergamena, ma c'è un termine che non riesce a interpretare bene, ovvero la parola "Shanshu": secondo lui dovrebbe significare morte e, poiché la profezia dovrebbe vedere Angel come protagonista, ciò annuncerebbe presto o tardi la sua morte.
Wesley è preoccupato per Angel perché quest'ultimo, all'idea di morire, ha solo mostrato indifferenza. Ha capito che, pur dotato di un'anima, egli è comunque estraneo alla società che lo circonda, non ha obiettivi e la sua è un'esistenza priva di scopo. 
Vocah decide di recidere ogni legame che Angel ha con le Forze dell'Essere. Uccide gli Oracoli e, mentre Cordelia cammina per strada, la maledice facendo in modo che venga assalita da un numero esagerato di visioni. La ragazza viene soccorsa e portata in ospedale. Angel si precipita alla clinica, dove la dottoressa gli spiega che Cordelia, urlante per la disperazione, ha una crisi psicotica e sembra impossibile sedarla.
Mentre Wesley si trova nell'appartamento di Angel, il demone Vocah fa esplodere una bomba posizionata precedentemente, per appropriarsi della pergamena di Aberjian. Angel salva Wesley. Arrivano Kate e i suoi colleghi per indagare, e lei non perde occasione di accusare Angel di portare solo sciagura. Lui non intende accettare gli insulti della detective e le fa notare che non fa altro che proiettare su di lui i propri problemi irrisolti, come la morte di suo padre Trevor.
Angel va dagli Oracoli trovandoli morti. Lo spettro di uno di loro gli spiega che la pergamena di Aberjian contiene la formula per spezzare il maleficio che sta uccidendo Cordelia. Vocah è protetto dalle leggi degli uomini, da ciò il vampiro intuisce che il responsabile è la Wolfram & Hart. Angel si mette a pedinare Lindsey, Lilah e Manners, i quali vanno in un cimitero in cui cinque vampiri vengono incatenati all'esterno di una gabbia, mentre Vocah legge la pergamena di Aberjian, iniziando il rito di resurrezione. Angel interviene e affronta Vocah, mentre Lindsey legge la pergamena al posto del demone e i cinque vampiri muoiono. Essi rappresentano il sacrificio per resuscitare una persona, che si materializza all'interno della gabbia. Manners e Lilah portano via la gabbia, mentre Angel uccide Vocah e taglia la mano destra a Lindsey, recuperando la pergamena di Aberjian. Il vampiro consegna la pergamena a Wesley, che la legge davanti a Cordelia, annullando il maleficio di Vocah.
Per ora, Cordelia decide di fare della propria casa la sede della Angel Investigations. Considera Angel e Wesley la propria famiglia. Wesley interpreta con più accuratezza la parola Shanshu, capendo che significa sia morte che vita, e che Angel morirà solo dopo aver vissuto la sua vita umana. Prima dovrà adempiere al proprio destino, che implica la salvezza del mondo da minacce apocalittiche. Verrà comunque premiato, tornando umano. Lui sembra esserne contento, finalmente ha trovato uno scopo. Tuttavia, nella pergamena Wesley non trova riferimenti alla persona che è stata resuscitata dalla Wolfram & Hart, non ha idea di chi sia.
Allo studio legale, Manners spiega a Lindsey che i Soci Anziani sono contenti di quello che ha fatto, promettendogli che Angel non resterà impunito. Lilah si avvicina alla gabbia al cui interno c'è la persona riportata in vita dalla pergamena, e che si rivela essere Darla, colei che generò Angel in un vampiro.